# ピーター・チャルマーズ・ミッチェル

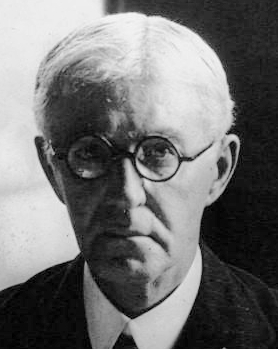
ピーター・チャルマーズ・ミッチェル

サー・ピーター・チャルマーズ・ミッチェル（Sir Peter Chalmers Mitchell、1864年11月23日 - 1945年）はイギリスの動物学者。1903年から1935年までロンドン動物学会の事務局長を務め、この間にロンドン動物園のポリシーを確立し、世界初の野外動物園であるホィップスネイド野生動物園を作った。

## 経歴
スコットランド長老派の牧師アレキサンダー・ミッチェルの息子として生まれる。アバディーン大学で学位を得たあとオックスフォード大学のクライストチャーチ・カレッジに移り自然科学、特に動物学を学んだ。1888年には動物学科の講師となった。ロンドン王立協会フェローに選ばれ、大英帝国勲章受章者であり、ナイトに叙されている。

### 動物園
1903年から32年にわたってロンドン動物学会の事務局長を務めたがこれは最長記録ではなかった。彼の前任者、フィリップ・スクレーターは1860年から1902年まで40年以上在職していた。ミッチェルの後任にはジュリアン・ハクスリーが就任した。
ホィップスネイド野生動物園は1931年にベッドフォードシャーの中心部、ダンウスタブルダウンズに開設された。ホイップスネイドは田園地方にある野外動物園であり、様々な保護活動にも関与している。

### 政治
1938年にスコットランドの議員補欠選挙に無所属で出馬したが、得票率わずか13.5%で4人の候補者のうち最下位であった。

## 出版物
- 1900. Thomas Henry Huxley: a sketch of his life and work. Putnam's, London & N.Y; 2nd ed Methuen, London 1913.
- 1904. The nature of Man.
- 1912. The childhood of animals. Heinemann; Penguin.
- 1930. Materialism and vitalism in biology. Oxford.
- 1931. A centenary history of the London zoo.
- 1937. My fill of days. Faber & Faber, London.
- 1937. Counter-attack in Spain. (with Ramon Sender) Houghton-Mifflin, Boston.

Crook D.P. 1989. Peter Chalmers Mitchell and antiwar evolutionism in Britain during the Great War. Journal of the History of Biology.
22, 325-356.